# Saint-Pée-sur-Nivelle
Saint-Pée-sur-Nivelle är en kommun i departementet Pyrénées-Atlantiques i regionen Nouvelle-Aquitaine i sydvästra Frankrike. Kommunen ligger i kantonen Ustaritz som tillhör arrondissementet Bayonne. År 2022 hade Saint-Pée-sur-Nivelle 7 238 invånare.

## Befolkningsutveckling
Antalet invånare i kommunen Saint-Pée-sur-Nivelle
| Referens: INSEE |